# Backstage - Dietro le quinte
Backstage - Dietro le quinte è un film del 2022 diretto da Cosimo Alemà.

## Trama
111 ragazzi tra i 16 e i 25 anni si presentano alle audizioni per un nuovo spettacolo teatrale che andrà in scena al Teatro Sistina di Roma. Verranno scelti in nove, ma la felicità durerà poco in quanto scopriranno che solo in quattro possono partecipare.

## Distribuzione
Il film è stato distribuito sulla piattaforma Amazon Prime Video dal 13 ottobre 2022.